# الدوري الإسباني الدرجة الثانية 1957–58
دوري الدرجة الثانية الإسباني 1957–58 (بالإسبانية: Segunda División de España 1957-58)‏ هو موسم من دوري الدرجة الثانية الإسباني. فاز فيه ريال أوفييدو.